# جي. دي. كاربنتر
جي. دي. كاربنتر (بالإنجليزية: J. D. Carpenter)‏ (1948، تورونتو في كندا)؛ شاعر وروائي كندي.